# Phlox (Star Trek)
Pour les articles homonymes, voir Phlox.
Phlox est un personnage appartenant à l'univers de fiction de Star Trek, et plus particulièrement de la série Star Trek: Enterprise. Il est interprété par l'acteur John Billingsley.

## Biographie
Phlox est un Dénobulien occupant le poste de médecin à bord de l'Enterprise NX-01.
Praticien civil, il est l'un des premiers extraterrestres à avoir accepté de rejoindre le programme d'échange inter-espèces instauré par les Vulcains au début des années 2150. Il travaille alors à San Francisco, au sein du Haut Commandement de Starfleet, et les soins qu'il prodigue au Klingon récupéré non loin de la petite ville de Broken Arrow (Oklahoma) lui valent d'être choisi par le capitaine Jonathan Archer afin de rejoindre l'équipage de l'Enterprise.
Les origines extraterrestres de Phlox rendent incertaine l'estimation réelle de son âge. Il affirme en tout cas exercer la médecine depuis 40 ans.
S'exprimant avec un léger accent chantant et possédant un sens de l'humour excentrique que personne ne comprend tout à fait, il juge les Humains fascinants et apprécie tout particulièrement leurs coutumes gastronomiques. Il est d'ailleurs friand de cuisine chinoise ainsi que des pancakes aux myrtilles dont il se régale au petit déjeuner.
D'un caractère extrêmement ouvert, il ne souffre par ailleurs d'aucun a priori en ce qui concerne la morale. Lui-même polygame (il s'est successivement uni à trois épouses dont l'une, Feezal, a même l'occasion de faire des avances à un Charles Tucker III des plus gênés...), le docteur Phlox est également le père de cinq enfants dont un fils, Mettus, avec lequel il est en froid car il ne partage pas les positions xénophobes de ce dernier vis-à-vis des Antarans. D'une curiosité insatiable quant à la gent féminine, il ébauche en outre une liaison avec l'enseigne Elizabeth Cutler à bord de l'Enterprise en 2151.
Les Dénobuliens ont la particularité d'hiberner chaque année pendant...  six jours ! 
Physiquement, ils sont dotés d'une très longue langue.
Sur le plan professionnel, Phlox a rempli son infirmerie de toutes sortes d'instruments médicaux étranges, de plantes, de germes extraterrestres et de cages ou d'aquariums contenant d'étranges créatures vivantes élevées à des fins thérapeutiques. Il pratique en effet une "médecine intergalactique" d'un genre nouveau (à laquelle il initie occasionnellement l'enseigne Hoshi Sato), ce qui transforme la plus routinière des visites médicales en une aventure pleine de surprises.